# Beijing Hotel
Le Beijing Hotel (en chinois simplifié : 北京饭店 ; chinois traditionnel : 北京飯店 ; pinyin : Běijīng Fàndiàn), anciennement Grand Hôtel de Pékin, est un complexe hôtelier de luxe appartenant à l'État dans le district de Dongcheng à Pékin, en Chine.
Il est situé à l'extrémité sud de la rue commerçante Wangfujing, au coin de l'avenue Chang'an (partie est), à moins de deux kilomètres de la gare de Pékin.
Il dispose d'une vue sur la Cité interdite et une partie de la place Tian'anmen. Lors des manifestations de la place Tian'anmen en 1989, c'est de l'hôtel qu'est immortalisé une des photographies iconiques des événements par Jeff Widener de l'Associated Press (AP) : « L'Homme de Tian'anmen ».